# Dipodium
Dipodium, rod kaćunovki smješten u podtribus Cymbidiinae, dio tribusa Cymbidieae. Pripada mu 42 taksonomski priznate vrste, trajnice raširene po Indokini, zapadnom Pacifiku i Australiji.
Rod je donedavno uključivan u vlastiti podtribus Dipodiinae,.

## Vrste
1. Dipodium ambiguum P.O'Byrne, Gokusing & A.L.Lamb
2. Dipodium atropurpureum D.L.Jones
3. Dipodium bicallosum J.J.Sm.
4. Dipodium bicarinatum P.O'Byrne
5. Dipodium brassii P.O'Byrne
6. Dipodium brevilabium Metusala & P.O'Byrne
7. Dipodium campanulatum D.L.Jones
8. Dipodium chanii P.O'Byrne, A.L.Lamb & Gokusing
9. Dipodium conduplicatum J.J.Sm.
10. Dipodium confusum P.O'Byrne
11. Dipodium elatum J.J.Sm.
12. Dipodium elegans J.J.Sm.
13. Dipodium elegantulum D.L.Jones
14. Dipodium ensifolium F.Muell.
15. Dipodium fevrellii J.J.Sm.
16. Dipodium fragrans P.O'Byrne & J.J.Verm.
17. Dipodium freycinetioides Fukuy.
18. Dipodium gracile Schltr.
19. Dipodium hamiltonianum F.M.Bailey
20. Dipodium interaneum D.L.Jones
21. Dipodium javanicum P.O'Byrne
22. Dipodium lambii P.O'Byrne
23. Dipodium meijeri P.O'Byrne
24. Dipodium moultonii P.O'Byrne, Gokusing & A.L.Lamb
25. Dipodium paludosum (Griff.) Rchb.f.
26. Dipodium pandanum F.M.Bailey
27. Dipodium pardalinum D.L.Jones
28. Dipodium parviflorum J.J.Sm.
29. Dipodium pictum (Lindl.) Rchb.f.
30. Dipodium pulchellum D.L.Jones & M.A.Clem.
31. Dipodium purpureum J.J.Sm.
32. Dipodium puspitae P.O'Byrne
33. Dipodium robertyongii P.O'Byrne
34. Dipodium roseum D.L.Jones & M.A.Clem.
35. Dipodium scandens (Blume) J.J.Sm.
36. Dipodium speciosum P.O'Byrne
37. Dipodium squamatum (G.Forst.) R.Br.
38. Dipodium stenocheilum O.Schwarz
39. Dipodium variegatum M.A.Clem. & D.L.Jones
40. Dipodium wenzelii P.O'Byrne

## Vanjske poveznice
- PlantNet Genus Dipodium